# Joe Cilia
Joseph Cilia noto come Joe (22 ottobre 1937 – Msida, 5 agosto 2017) è stato un allenatore di calcio e calciatore maltese, di ruolo difensore.

## Palmarès

### Giocatore

#### Club
- Campionato maltese: 3

Valletta: 1958-1959, 1959-1960, 1962-1963
- Coppa di Malta: 2

Valletta: 1959-1960, 1963-1964

#### Individuale
- Calciatore maltese dell'anno: 2

1957-1958, 1963-1964

### Allenatore
- Campionato maltese: 1

Valletta: 1983-1984
- Coppa di Malta: 1

Valletta: 1994-1995